# Orectogyrus hawashensis
Orectogyrus hawashensis là một loài bọ cánh cứng trong họ van Gyrinidae. Loài này được Omer-Cooper miêu tả khoa học năm 1930.